# Wing Commander (Film)
Wing Commander ist ein US-amerikanischer Science-Fiction-Film aus dem Jahr 1999. Er basiert auf der gleichnamigen Computerspielserie. Regie führte Chris Roberts, der auch die Spielserie entwickelte.

## Handlung
Im Jahr 2654 befindet sich die Menschheit seit längerer Zeit im Krieg mit den Kilrathi, einer außerirdischen und sehr aggressiven Rasse, mit der es nicht möglich ist, diplomatische Beziehungen aufzubauen.
Den Kilrathi gelingt es, einen entscheidenden Schlag gegen die Menschen zu führen, indem sie einen der wichtigsten Außenposten, die Pegasus-Station, zerstören und dabei ein NavCom AI erbeuten. Mit diesem Navigationscomputer haben sie die genauen Sprungkoordinaten zum Sol System und könnten somit den Krieg für sich entscheiden.
Admiral Tolwyn ist sich dieser Bedrohung bewusst, doch seine Flotte braucht 42 Stunden bis zur Erde, während die Kilrathi nur 40 Stunden brauchen und so ausreichend Zeit haben, um die Erde zu vernichten.
Um Informationen zu bekommen, was die Kilrathi genau vorhaben, soll der sich im Vega-Sektor befindliche Träger TCS Tiger Claw auf eine Erkundungsmission begeben und versuchen, die Kilrathi zu bremsen. Da jedoch der Träger nicht direkt kontaktiert werden kann, soll die Diligent, ein Transporter, der auf den Weg zur Tiger Claw ist, diesen Befehl übermitteln. An Bord der Diligent sind Christopher Blair und Todd Marshall, zwei Piloten, die als Ersatz zur Tiger Claw versetzt wurden.
Um schneller in den Vega-Sektor zu kommen, will der Captain der Diligent, James Taggart, eine Abkürzung direkt durch ein Gravitationsloch, das als Skylla bekannt ist, nehmen. Doch Todd Marshall macht einen Fehler, da er die Geschwindigkeit der Diligent erhöht, was die Berechnungen des Sprunges zunichtemacht. Als auch noch der Navigationscomputer ausfällt, ist das Schicksal der Diligent eigentlich schon beschlossen, jedoch gelingt es Blair, die Berechnungen manuell auszuführen, und der Sprung gelingt.
Taggart erkennt, dass Blair eine Gabe hat, die früher nur die Pilger hatten. Pilger waren damals die ersten Menschen, die den Weltraum erforschten, verloren jedoch in den Weiten des Universums ihre Menschlichkeit und waren sogar der Meinung, den normalen Menschen überlegen zu sein, was schließlich im sogenannten Pilger-Krieg endete. Seitdem werden die Pilger, die fast vollständig ausgelöscht wurden, von den Menschen gehasst. Blair ist der Sohn einer Pilgerin und hat deren mathematische Fähigkeiten geerbt.
An Bord der Tiger Claw freundet sich Marshall schnell mit der Pilotin Rosie Forbes an, während Blair von der Mannschaft als Pilger gemieden wird. Durch die Hilfe von Taggart kann die Tiger Claw schneller zum Odysseus-Korridor springen, wo sich die Kilrathi-Flotte befinden soll.
Blair und der weibliche Wing Commander der Tiger Claw, Devereaux, auch unter dem Rufzeichen Angel bekannt, begeben sich auf eine Erkundungsmission und finden in einem Asteroidenfeld ein Kommunikationsschiff der Kilrathi. Sie werden jedoch entdeckt und müssen fliehen.
Daraufhin gibt der Kapitän der Tiger Claw, Captain Jason Sansky, den Befehl, das Schiff mit einer ganzen Staffel anzugreifen.
Taggart, der als ziviler Beobachter die Mission begleitet, hält dieses jedoch für eine Falle, entpuppt sich als Kommodore des Nachrichtendienstes und gibt somit den Befehl als ranghöchster Offizier der Mission, sofort zur Tiger Claw zurückzukehren. Taggart hatte recht, denn der Träger steht unter schwerem Beschuss. Doch mit der zurückkehrenden Staffel gelingt es, die Kilrathi-Schiffe zu zerstören.
Marshall und Forbes verweigern jedoch nach dem Angriff den Befehl zur Landung auf der Tiger Claw und wollen sich gegenseitig beweisen, wer der bessere Pilot ist, woraufhin Forbes Jäger schwer beschädigt wird und der Schleudersitz ebenfalls nicht mehr funktioniert. Die Notlandung missglückt und Forbes stirbt dabei. Angel, die eine gute Freundin von Forbes war, ist außer sich vor Wut und will Marshall wegen Befehlsverweigerung erschießen, was von Blair jedoch verhindert werden kann.
Da die Tiger Claw schwer beschädigt ist, landet sie in einem Asteroidenkrater eines Mondes. Jedoch bombardiert ein Kreuzer der Kilrathi jeden Krater, wodurch es zu Beschädigungen an der Tiger Claw kommt. Schließlich reißt eine Luke auf, wodurch Blair fast in den Weltraum geblasen wird. Seinem Freund Marshall gelingt es jedoch, ihn zu retten.
Nach überstandener Bombardierung findet man auf den Sensoren das Kommunikationsschiff wieder. Taggart gibt den Befehl, das Schiff zu kapern. Mit der Diligent versteckt man sich daher in einem Asteroidenfeld und überrascht somit die Kilrathi. An Bord des Schiffes kommt es zu einem Feuergefecht, welches der Entertrupp jedoch für sich entscheiden kann. Blair entdeckt sehr zu seiner Überraschung das NavCom AI der Pegasus-Basis. Nun haben die Menschen die genauen Sprungkoordinaten der Kilrathi-Flotte. Jedoch kann man sie nicht übermitteln, weil die Kommunikationssonde der Tiger Claw nicht gestartet werden kann. Taggart gibt Blair den Befehl, die Koordinaten selber zum Sol System zu bringen. Blair hat jedoch kein Vertrauen in seine Fähigkeiten, worauf sich Taggart selbst als Pilger zu erkennen gibt, was ihm schließlich das nötige Selbstvertrauen gibt und er sich schließlich mit Angel auf den Weg macht.
Jedoch entdecken beide einen getarnten Torpedo, der direkt auf die Tiger Claw zufliegt und der nur von einem Jäger aufgehalten werden kann. Angel gelingt es, den Torpedo zu zerstören, jedoch wird ihr Jäger von der Druckwelle erfasst und sie muss sich mit dem Schleudersitz retten. Blair will Angel zurück zur Tiger Claw bringen, was sie jedoch ablehnt und ihm den Befehl gibt, sich auf den Weg zur Erde zu machen.
Blair gelingt der Sprung zur Erde, jedoch ist ihm ein Kilrathi-Zerstörer gefolgt. Auf den Sensoren entdeckt Blair das Gravitationsloch Skylla, durch das er schon einmal mit der Diligent gesprungen ist. Er lockt den Zerstörer dort hinein und dreht in allerletzter Sekunde seinen Jäger ab. Da der Zerstörer eine wesentlich größere Masse hat als der Jäger, wird dieser schließlich hineingezogen und vernichtet.
Die Flotte von Admiral Tolwyn, die mittlerweile die Koordinaten hat, kann jedes Schiff der Kilrathi vernichten, da diese direkt nach dem Sprung noch keine Schilde und Waffen aktivieren können und somit vollkommen wehrlos sind.
Blair erfährt von Tolwyn, dass Taggart sich auf die Suche nach Angel gemacht hat, und kehrt wieder zur Tiger Claw zurück. Dort angekommen sieht er, dass Taggart erfolgreich war und die leicht verletzte Angel gefunden hat. Der Krieg ist zwar nicht gewonnen, aber die Kilrathi haben einen schweren Schlag hinnehmen müssen. Blair begleitet Angel zur Krankenstation, und die Mission ist erfolgreich beendet.

## Entstehungsgeschichte
Chris Roberts, der Schöpfer der Wing-Commander-Serie, trennte sich 1996 von der Entwicklerfirma Origin Systems und gründete seine eigene Firma Digital Anvil, die neben weiteren Spielentwicklungen auch den Film produzieren sollte. 1997 erwarb er vom Origin-Mutterkonzern Electronic Arts die Filmrechte, um sein eigenes Spiel zu verfilmen. Bereits die Teile III und IV der Serie wiesen professionell gedrehte Realfilmsequenzen auf, in denen mit Mark Hamill, John Rhys-Davies und Thomas F. Wilson bekannte Schauspieler mitwirkten.
Für die Jagdflieger wurden ehemalige britische Militärmaschinen vom Typ English Electric Lightning verwendet, die sehr stark modifiziert wurden, sodass eigentlich nur die Pilotenkanzel übrig geblieben war. Keines der im Film vorkommenden Flugobjekte ähnelt im Design den im Spiel vorkommenden Schiffen und Jägern. Man orientierte sich an Schlachtschiffen aus dem Zweiten Weltkrieg. So schießen diese mit Torpedos, die sogar einen ähnlichen akustischen Klang haben, wenn sie abgefeuert werden. Das Design der Kilrathi und ihrer Kultur wurde vollständig verändert. Unter anderem ähneln die Kilrathi im Spiel Großraubkatzen wie Löwen oder Tigern, im Film ähneln sie reptilienartigen, gewöhnlichen Hauskatzen. Unter anderem werden die Kilrathi im Spiel als intelligente Strategen gezeigt, im Film dagegen treten sie als dümmliche Raumschiffpiloten auf. Digital Anvil lieferte auch die Spezialeffekte für den Film, die mit Hilfe der Software Maya entstanden.
Regisseur Chris Roberts hat einen Cameo-Auftritt. Er ist der Pilot des Rettungsschiffes, das Blairs Jäger am Ende des Films abschleppt. Auch Mark Hamill, der ab Wing Commander 3 die Rolle des Christopher Blair in den Zwischensequenzen des Spiels übernahm, kommt in diesem Film vor. Er spricht im Original die Stimme des Schiffscomputers Merlin, wird jedoch in den Credits nur mit einem „?“ aufgezeigt.
Im Vorprogramm von Wing Commander lief der Trailer zu Star Wars: Episode I – Die dunkle Bedrohung. Einige Kinobesucher kauften sich ein Kinoticket nur, um diesen Trailer zu sehen und danach das Kino wieder zu verlassen.

## Rezeption
Wing Commander startete am 12. März 1999 in den Vereinigten Staaten und kam am 23. Dezember 1999 in die deutschen Kinos. Bei einem geschätzten Budget von 30 Millionen US-Dollar spielte er in den USA nur 11,5 Millionen US-Dollar ein und kann somit als kommerzieller Flop bezeichnet werden. Trotz der weltweiten Vermarktung der Filmrechte sowie der DVD-Veröffentlichung und dem Verkauf der Fernsehrechte und Merchandising-Produkte (u. a. Spielfiguren und Raumschiffe) erreichte der Film nie die Gewinnschwelle.
Trotz der Besetzung, die mit bekannten Gesichtern auch für Nebenrollen (u. a. Jürgen Prochnow, Tchéky Karyo) aufwartete, und einem der besten europäischen Kameraleute Thierry Arbogast, wurde der Film von den Kritikern verrissen. Größte Kritikpunkte waren die Handlung sowie die schlechten schauspielerischen Leistungen von Freddie Prinze junior und Matthew Lillard. Auch von den Fans der Spielreihe wurde Wing Commander sehr schlecht aufgenommen, da er ihrer Meinung nur noch wenig mit dem Spiel zu tun hatte und vor allem die Kilrathi kaum im Bild zu sehen waren.
Inzwischen hat Chris Roberts auch kommerziell erfolgreiche Filme wie die Neuverfilmung The Punisher sowie Lord of War – Händler des Todes und Lucky Number Slevin co-produziert. Es gibt Gerüchte, dass er einen neuen Wing-Commander-Film oder auch eine Fernsehserie als Produzent auf den Weg bringen möchte, die sich nicht an die erste Verfilmung anschließen, sondern wieder mehr an die Handlung der Spiele anknüpfen sollen.

## Unterschiede zwischen Film und Spiel
- James „Paladin“ Taggart ist im Film ein Commodore. Im Spiel ist er im ersten Teil, auf welchem der Film aufbaut, ein Major und Kampfpilot.
- Im Film heißt Angel mit Nachname Deveraux, was auch auf ihrem Helm zu lesen ist. Im Spiel wird ihr Name Devereaux geschrieben.
- Im Spiel hatte Angel einen starken französischen Akzent, der sowohl in den Untertiteln in der Originalversion, als auch in den Speechpacks des Nachfolgers sowie in den Zwischensequenzen des dritten Teils deutlich zu erkennen ist. Im Film fehlt der Akzent völlig. Gleiches gilt für Paladin und seinem ursprünglichen schottischen Akzent.
- Angel ist im Film der Wing Commander der „Tiger Claw“. Im Spiel ist der Name des Trägers „TCS Tiger’s Claw“ und der Commander ein Mann namens Peter Halcyon. Angel ist eine aktive Kampfpilotin, welche mit Maverick und den anderen regelmäßig Einsätze fliegt.
- Im Film ist der Protagonist Christopher „Maverick“ Blair Sohn einer Pilgerin und stammt nicht von der Erde. Auch Commodore Taggart enthüllt im Laufe der Handlung, dass er von den Pilgern abstammt. Im Spiel stammt Blair von der Erde und die Pilger existieren in der Spielreihe nicht.
- Die Piloten der Tiger Claw bestehen im Film neben Maverick, Maniac und Angel aus Rosie „Sister Sassy“ Forbes, Ian „Hunter“ St. John, Adam „Bishop“ Polanski und Joseph „Knight“ Khumalo. In der Spielreihe existieren Sister Sassy und Bishop nicht, während Mariko „Spirit“ Tanaka und Michael „Iceman“ Casey zu den Piloten gehören.

## Kritiken
„Action- und Science-Fiction-Film nach einem Computerspiel, das als ermüdendes Spektakel daherkommt. Eine ohne große Fantasie und mit wenig handwerklichem Talent einfallslos gestaltete Zitaten-Revue, die sich in beliebigen Kampfszenen erschöpft.“

„Weltraumschrott in geschmackswidrigem Produktionsdesign.“

„Normalerweise ist das Spiel zum Film Schrott. Hier dreht sich der Spieß um. Entstanden ist ein dümmlicher Film zu einem sehr attraktiven Computerspiel, das durchaus auch erwachsene PC-User ansprechen kann.“

„Wing Commander liefert uns nach Double Dragon, Mortal Kombat und Street Fighter mal wieder den Beweis, dass es mit dem überall proklamierten Zusammenwachsen der Medien doch noch nicht weit her ist.“

„Chris Roberts verfilmte sein eigenes Computerspiel preiswert in Luxemburg. Fazit: Am PC daddeln macht mehr Laune“